# Луна-2
«Луна-2» (укр. Місяць), інші назви «Друга космічна ракета», «Луна Є-1А № 2», «Луна Є-1А № 6» — перша радянська автоматична міжпланетна станція, що досягла поверхні Місяця. Шостий апарат серії «Луна», другий вдалий запуск. Початково в радянських джерелах апарат називався «Друга космічна ракета», а назву «Луна-2» отримав після 1963 року.

## Опис
Космічний апарат серії Є-1А, подібно до серії Є-1, призначався для зіткнення з поверхнею Місяця. Апарат був герметичною сферою діаметром 2,4 м. Усередині розміщувались: лічильник Гейгера-Мюллера, шість газорозрядних лічильників заряджених частинок, лічильник сцинтиляцій, вдосконалений п'єзоелектричний детектор мікрометеоритів. На одній півсфері було закріплено шість антен, в одній із яких розташовувався магнітометр. Під час польоту до Місяця, як і в попередній серії, апарат також мав випустити газоподібний натрій, щоб створити хмару металу для спостереження з Землі за його рухом. Апарат не мав рушійної установки.

## Політ
12 вересня 1959 року о 6:39 UTC з космодрому Байконур ракетою-носієм «Луна» (8К72) було запущено «Луну-2» на траєкторію зближення з Місяцем, без запуску з орбіти Землі. Після досягнення необхідної швидкості апарат відокремився від останнього ступеня ракети-носія. 12 вересня о 18:39 UTC «Луна-2» випустила яскраву помаранчеву хмару газоподібного натрію для відстеження траєкторії руху і вивчення поведінки газу в космічному просторі. Хмара мала діаметр 650 км.
Магнітометр до висоти 55 км від поверхні не зафіксував значного електромагнітного поля.
14 вересня о 21:02:24 UTC, після 33,5 годин польоту, припинилась передача сигналів, що свідчило про досягнення поверхні Місяця. Падіння відбулося на сході Моря Дощів, на краю Болота Гниття (29°06′ пн. ш. 0°00′ сх. д. / 29.1° пн. ш. 0.0° сх. д.). Приблизно через 30 хвилин з поверхнею зіткнувся останній ступінь ракети-носія.
Апарат мав два однакові набори п'ятикутних вимпелів, виготовлених з неіржавної сталі і складених у сфери. У центрі сфери розташовувався заряд вибухівки для зменшення швидкості при зіткненні. Елементи з одного боку мали викарбувані зображення герба СРСР і напис «СССР» (укр. СРСР), з іншого — викарбуваний напис російською мовою СССР СЕНТЯБРЬ 1959 (укр. СРСР ВЕРЕСЕНЬ 1959). Третій набір вимпелів розташовувався на останньому ступені ракети-носія у капсулі, заповненій рідиною, в якій плавали алюмінієві смужки з викарбуваними зображенням герба СРСР і написами російською мовою СССР СЕНТЯБРЬ 1959 (укр. СРСР ВЕРЕСЕНЬ 1959) і СОЮЗ СОВЕТСКИХ СОЦИАЛИСТИЧЕСКИХ РЕСПУБЛИК (укр. СОЮЗ РАДЯНСЬКИХ СОЦІАЛІСТИЧНИХ РЕСПУБЛІК).

## Після польоту
15 вересня 1959 року перший секретар КПРС, Голова Ради Міністрів СРСР Микита Хрущов подарував американському президенту Дуайту Айзенхауеру копію сферичних вимпелів. Нині ця копія перебуває в Бібліотеці і Музеї Президента Айзенгавера в місті Абілін, штат Канзас. Інша відома копія перебуває в Канзаському центрі космосфери і космосу в місті Хатчінсон, штат Канзас.
1970 року ділянку Моря Дощів, близьку до місця падіння «Луни-2», назвали на її честь Затокою Місячника (лат. Sinus Lunicus).